# Fabbrica
Fabbrica is een plaats (frazione) in de Italiaanse gemeente Peccioli.